# Trường Đại học Nha khoa Sài Gòn
Trường Đại học Nha khoa Sài Gòn (hay còn gọi là Nha khoa Đại học đường) là cơ sở giáo dục thuộc Viện Đại học Sài Gòn của Việt Nam Cộng hòa. Trường Nha khoa hoạt động từ năm 1963 đến 1976 thì giải thể.

## Lịch sử
Trước năm 1963, ban Nha khoa hoạt động bên trong Trường Đại học Y khoa Sài Gòn. Đến năm 1963, trường tách ra riêng nằm dưới sự quản lý trực tiếp của Viện Đại học Sài Gòn và mang tên Trường Đại học Nha khoa Sài Gòn và hoạt động cho đến khi viện đại học này giải thể vào năm 1976. Cuối năm 1976, trường đại học Nha khoa Sài Gòn cùng hai trường khác từng phụ thuộc Viện Đại học Sài Gòn là trường Đại học Y khoa Sài Gòn và trường Đại học Dược khoa Sài Gòn được sáp nhập thành Trường Đại học Y Dược Thành phố Hồ Chí Minh theo quyết định số 426/TTg của Thủ tướng Chính phủ nước Cộng hòa xã hội chủ nghĩa Việt Nam để tổ chức lại các cơ sở giáo dục thuộc Viện Đại học Sài Gòn.